# Iwan Sosnow
Iwan Dmitrijewicz Sosnow (ros. Иван Дмитриевич Соснов, ur. 2 września?/15 września 1908 w Gorłówce, zm. 19 lipca 1993 w Moskwie) – radziecki polityk, Bohater Pracy Socjalistycznej (1983).

## Życiorys
Od 1922 pracował jako ślusarz w zakładzie remontu parowozów w Tichoriecku, w latach 1927-1930 uczył się w technikum komunikacji drogowej w Rostowie nad Donem, między 1930 a 1931 odbywał służbę w Armii Czerwonej. W 1933 ukończył Leningradzki Instytut Inżynierów Transportu Kolejowego, potem pracował w organizacjach budowlanych Ludowego Komisariatu Komunikacji Drogowej ZSRR - początkowo w Aktiubińsku, w latach 1934–1936 w Orenburgu. Kolejno w latach 1937–1940 był zastępcą głównego inżyniera i szefem działu produkcyjnego Wołżańskiego Trustu Budowlanego Ludowego Komisariatu Komunikacji Drogowej w Saratowie. Od 1940 członek WKP(b), w latach 1940–1942 zastępca szefa Kolei Riazańsko-Uralskiej, w latach 1942–1945 szef Zarządu Prac Budowlano-Rekonstrukcyjnych Kolei Kalinińskiej, później (1945-1947) zastępca szefa Centralnego Zarządu Budownictwa Kolejowego Ludowego Komisariatu/Ministerstwa Komunikacji Drogowej ZSRR. Później szef budowy nr 60 Ministerstwa Komunikacji Drogowej ZSRR w Kujbyszewie (Samarze), w 1948 główny inżynier Nadwołżańskiego Okręgu Kolei Żelaznych w Kujbyszewie, między 1948 a 1954 szef Głównego Zarządu Budownictwa Kolejowego Ministerstwa Komunikacji Drogowej ZSRR, w latach 1954–1958 szef Głównego Zarządu Budownictwa Kolejowego Uralu (od 1957: Uralu i Syberii) Ministerstwa Budownictwa Transportowego ZSRR. W latach 1958–1963 zastępca ministra budownictwa transportowego ZSRR, kolejno w latach 1963–1965 I zastępca przewodniczącego Państwowego Komitetu Wytwórczego ds. Budownictwa Transportowego ZSRR, od października 1965 do marca 1975 I zastępca ministra, a od marca 1975 do maja 1985 minister budownictwa transportowego ZSRR, następnie na emeryturze. Od 5 marca 1976 do 25 lutego 1986 zastępca członka KC KPZR. Deputowany do Rady Najwyższej ZSRR od IX do XI kadencji.

## Odznaczenia i nagrody
- Medal Sierp i Młot Bohatera Pracy Socjalistycznej (14 września 1983)
- Order Lenina (trzykrotnie – 3 grudnia 1965, 14 września 1978 i 14 września 1983)
- Order Rewolucji Październikowej (10 marca 1976)
- Order Czerwonego Sztandaru Pracy (pięciokrotnie – 30 lipca 1942, 1 marca 1944, 23 marca 1956, 2 czerwca 1962 i 31 grudnia 1969)
- Order Wojny Ojczyźnianej II klasy (29 lipca 1945)
- Nagroda Państwowa ZSRR (1976)
- Order Pracy (Czechosłowacka Republika Socjalistyczna, 25 kwietnia 1974)

I medale.